# Feu-follet
Pour les articles homonymes, voir Feu follet (homonymie).
Jackson Arvad, alias Feu-follet (en anglais, Will o' the Wisp), est un super-vilain créé par Marvel Comics, apparu pour la première fois dans Amazing Spider-Man #167, en 1977.

## Biographie du personnage

### Origines
Jackson Arvad était un chef de laboratoire travaillant pour la Brand Corporation jusqu'à ce qu'un accident brise la chambre magnétique sur laquelle il travaillait. Il fut touché par le champ et commença à se dissoudre, sans que son collègue, James Melvin, ne l'aide. Pourtant, il ne mourut pas mais commença à perdre sa forme tangible. Craignant de rester à tout jamais dans cet état spectral, il chercha l'aide du docteur Jonas Harrow, qui implanta une puce lui faisant perdre le contrôle de ses molécules. Il l'obligea à voler des banques. Spider-Man tenta de l'arrêter. Et grâce à lui, Feu-follet reprit le contrôle en dissipant la puce de son crâne.
Quelque temps plus tard, il réussit à reprendre le contrôle de son corps totalement, puis retrouva son intégrité physique en kidnappant une scientifique pour l'y aider. Il détruisit le laboratoire et chercha à se venger de Melvin et Harrow. Quand il mit la main sur Melvin, il ne le tua pas mais rendit publiques les activités illégales de la Brand Corporation.
Il resta en bons termes avec Spider-Man et l'aida même à vaincre un ennemi commun.
Il s'associa pendant un temps avec l'Homme-Sable, et le Maraudeur Masqué, avant d'être engagé par Silver Sable. Puis il fit partie des Outlaws.
Ses activités actuelles sont inconnues.

## Pouvoirs
- Feu-follet peut contrôler mentalement les particules électro-magnétiques de son corps, pouvant se rendre intangible ou dur comme de la pierre. Sous cette dernière forme, sa force et sa résistance augmentent, lui permettant de soulever 12 tonnes.
- Sous sa forme éthérée, il peut voler. A pleine vitesse, il ressemble à une boule de lumière.
- Feu-follet possède un pouvoir d'hypnotisme modéré.